# Franco von Meschede
Franco von Meschede (bl. 14. Jahrhundert) war Scholaster am Stift Meschede, Dichter geistlicher Werke und Kanzler von Erzbischof Burchard Grelle.

## Leben
Er wirkte in der ersten Hälfte des 14. Jahrhunderts und war Scholaster an der Stiftskirche zu Meschede. Nachweisbar ist er ab 1319. Er war auch Leiter des Stifts. Später hat er sich wohl zeitweise am päpstlichen Hof in Avignon aufgehalten. Danach trat er als Kanzler in die Dienste von Erzbischof Burchard von Bremen. Über sein Leben und seine amtliche Tätigkeit ist kaum etwas bekannt.

## Werk
Er verfasste in lateinischer Sprache: Vita S.S. Johannis Baptistae et Evangelistae, Salutatio ad S. Crucem, Dictamen subtile ad B. Mariam Virginem. Die Schriften sind handschriftlich überliefert und befanden sich teilweise bis zur Säkularisation in der Bibliothek des Jesuiten in Düsseldorf, teilweise im Kloster der Kartäuser in Köln.
Die Vita Johannes des Täufers und Johannes des Evangelisten umfasst mehr als dreihundert sechszeilige gereimte Strophen. Das Werk widmete er 1330 Papst Johannes XXII. In der Schrift streiten Klosterfrauen darum, welcher der beiden Heiligen tugendhafter gewesen sei. Das Ganze ist in der Art eines Gerichtsverfahrens angelegt. Mit dem Richterspruch unzufrieden, der keine Entscheidung fällt, endet das Werk damit, dass sich die Nonnen an den Papst wenden. Bekannt ist auch sein Marienlob, das in einigen Manuskripten „De aurea Fabrica“ genannt wird. Es handelt sich um ein Marienlob in 13 Abschnitten. Das Werk entstand um 1330. Es hat Beziehungen zur Goldenen Schmiede des Konrads von Würzburg. Einige Stropheninitialen bilden ein Akrostichon. In diesem sagt er über sich selbst aus: "Franco scolaster Meschedensis servitor alme virginis maire hvmilis et devotus ista collegit et ea domino Iohanni pape XXII misit."